# Madikeri
Madikeri (en kannada : ಮಡಿಕೇರಿ) est une ville de l'État du Karnataka, dans le sud-ouest de l'Inde. Elle est la capitale du Coorg, une région montagneuse et ancienne principauté d'Inde.